# Branko Miljuš
Branko Miljuš, född den 17 augusti 1960 i Knin, Jugoslavien (nuvarande Kroatien), är en jugoslavisk/kroatisk före detta fotbollsspelare som tog OS-brons med Jugoslavien vid de olympiska sommarspelen 1984 i Los Angeles.